# Ośmiotysięcznik

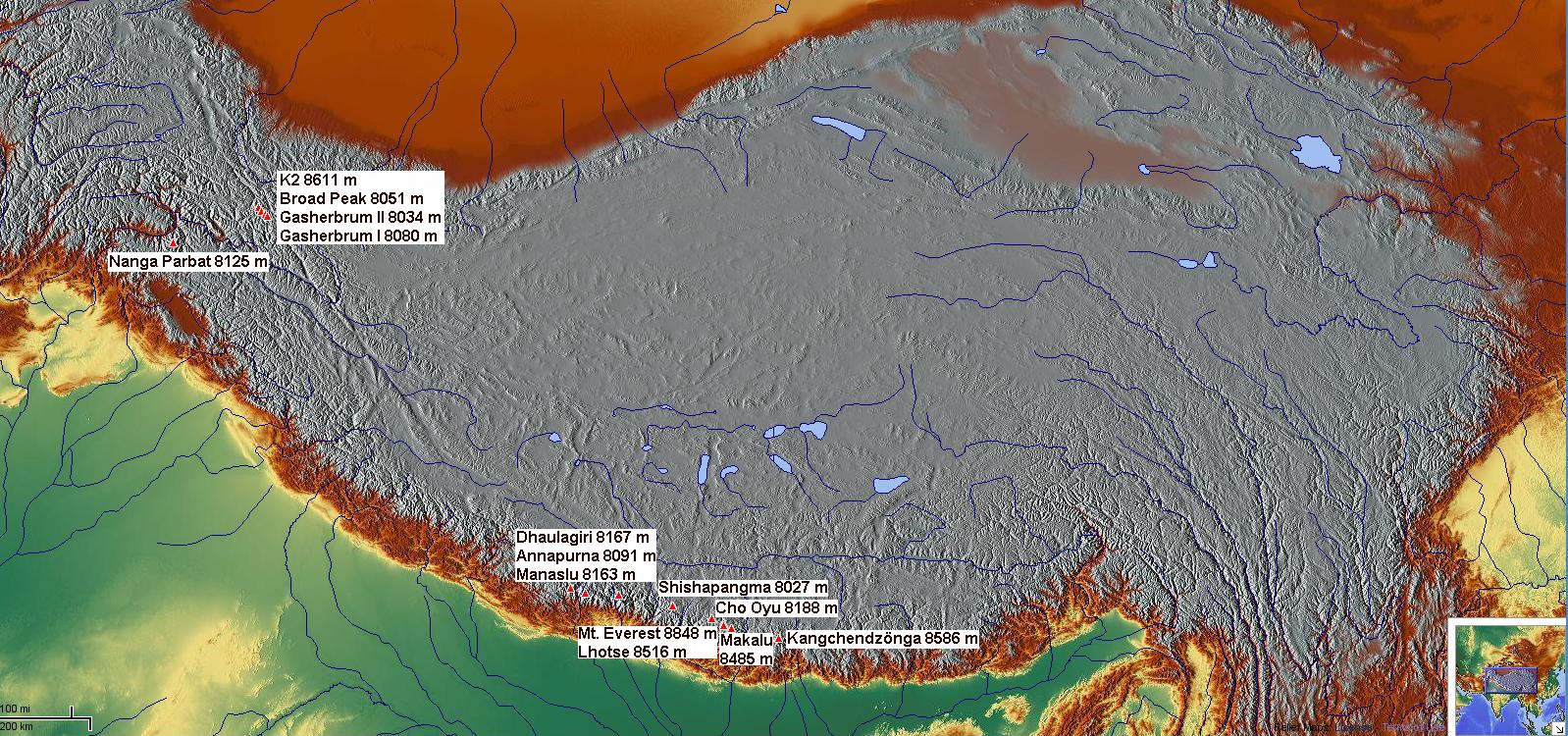
Rozmieszczenie ośmiotysięczników

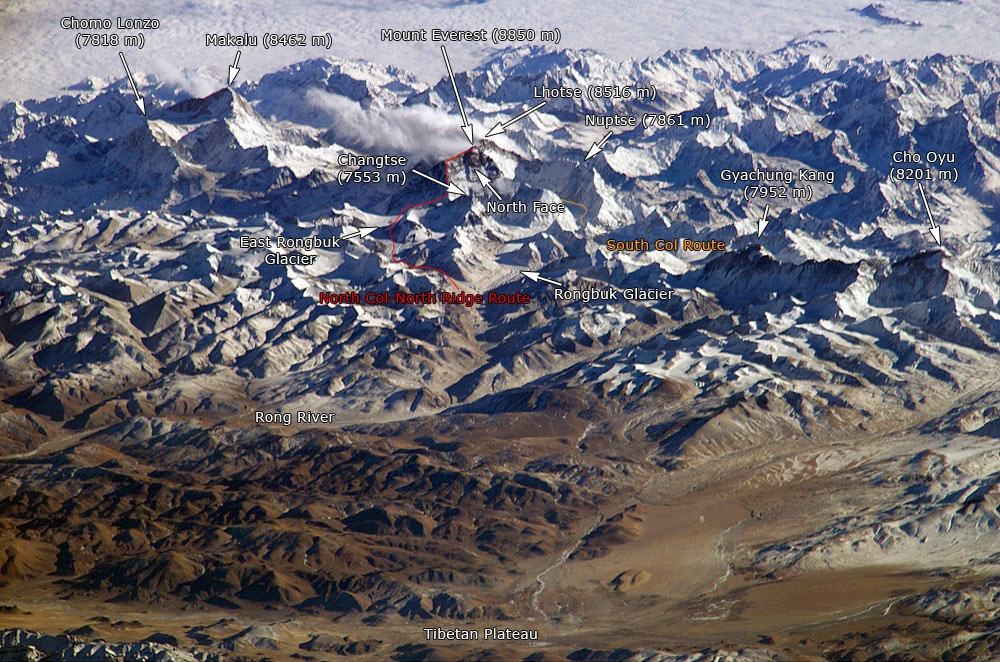
Zdjęcie pasma Himalajów z Międzynarodowej Stacji Kosmicznej

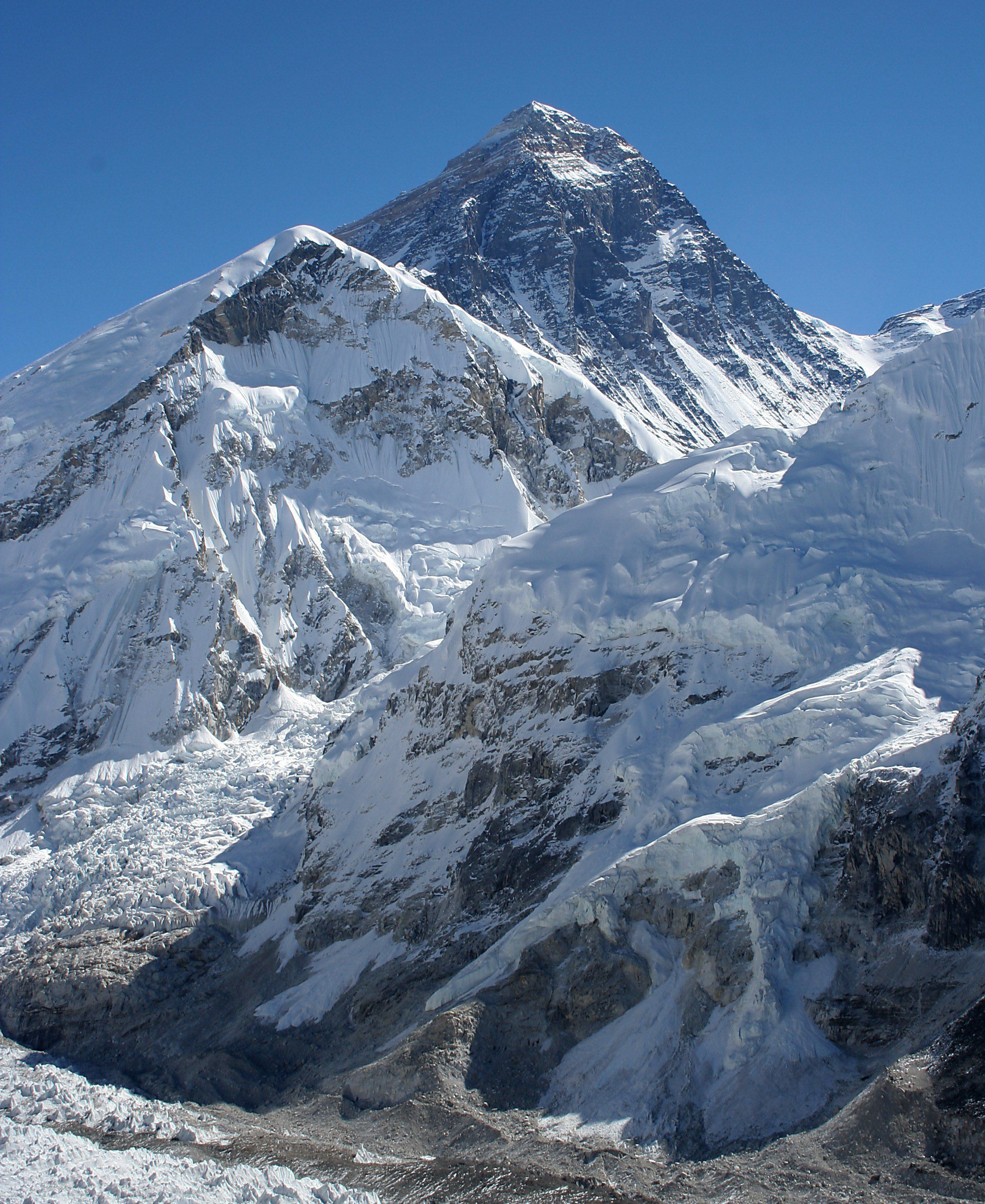
Mount Everest

Ośmiotysięcznik – popularne wśród himalaistów, jak również miłośników gór i geografów, określenie szczytu, którego wierzchołek wznosi się na 8000 lub więcej metrów nad poziom morza. Ze względu na zastosowane kryterium minimalnej deniwelacji względnej wynoszące minimum 500 metrów przyjmuje się, że na Ziemi znajduje się czternaście głównych ośmiotysięczników – 10 w Himalajach i 4 w Karakorum. Wśród nich wyróżnia się pięć tak zwanych wysokich ośmiotysięczników, czyli Mount Everest, K2, Kanczendzonga, Lhotse i Makalu, mających ponad lub prawie 8500 metrów. Niezwykłe znaczenie 8000 metrów występuje tylko w układzie metrycznym miar. W anglosaskim układzie miar wysokości szczytów podaje się w stopach i wtedy pojawiają się dwudziesto- i dwudziestopięciotysięczniki.
Czternastkę ośmiotysięczników nazywa się czasem niezbyt precyzyjnie Koroną Himalajów; prawidłowo jest to Korona Himalajów i Karakorum. Nie należy jej mylić z Koroną Ziemi, którą stanowią najwyższe szczyty górskie poszczególnych kontynentów.
Zdobywanie ośmiotysięczników jest trudne, ryzykowne i długotrwałe ze względu na panujące tam warunki i konieczność aklimatyzacji. Na wysokości 8000 metrów ciśnienie atmosferyczne, i tym samym ciśnienie cząstkowe tlenu, jest znacznie niższe niż na poziomie morza. Powoduje to zmniejszenie gradientu między tętnicami a komórkami mięśniowymi, a więc upośledza dostarczanie tlenu do intensywnie pracującego organizmu. Obszary leżące powyżej 8000 m n.p.m. nazywane są strefą śmierci, gdyż człowiek nie jest w stanie przeżyć na tej wysokości dłużej niż kilka dni. Nawet wyrównywanie niedoboru tlenu w organizmie przez korzystanie z butli tlenowej nie pozwala na dłuższe przebywanie w strefie śmierci. Bardzo niskie ciśnienie przyczynia się bowiem do zmniejszenia zdolności przyłączania tlenu do hemoglobiny, co z kolei powoduje obrzęk płuc, a nawet obrzęk mózgu. Inne objawy choroby wysokościowej mogą pojawić się już znacznie niżej. Dodatkowo powyżej 8000 metrów organizm nie potrafi przyswajać pożywienia i jego bilans energetyczny jest ujemny. To wszystko spowodowało, że pierwsze wejście człowieka na wierzchołek szczytu ośmiotysięcznego miało miejsce dopiero w 1950 roku (Annapurna). Wcześniej jednak osiągano i przekraczano granicę ośmiu tysięcy metrów, na przykład podczas prób zdobycia Everestu przez wyprawy brytyjskie w latach 20. XX wieku.

## Pierwsze wejścia
Na jasnofioletowym tle oznaczono szczyty w Karakorum; pozostałe znajdują się w Himalajach.
| Lp. | Nazwa         | Wysokość m n.p.m. | Pierwsze wejście          | Pierwsi zdobywcy                                                                                               | Pierwsze wejście zimowe | Pierwsi zdobywcy zimą |
| --- | ------------- | ----------------- | ------------------------- | --- | ----------------------- | --- |
| 1   | Mount Everest | 8848              | 29 maja 1953(dts)         | Edmund Hillary Tenzing Norgay                                                                                  | 17 lutego 1980(dts)     | Krzysztof Wielicki Leszek Cichy |
| 2   | K2            | 8611              | 31 lipca 1954(dts)        | Achille Compagnoni Lino Lacedelli                                                                              | 16 stycznia 2021(dts)   | Nirmal Purja Gelje Sherpa Mingma David Sherpa Mingma Tenzi Sherpa Dawa Tempa Sherpa Pem Chhiri Sherpa Mingma Gyalje Sherpa Kili Pemba Sherpa Dawa Tenjing Sherpa Sona Sherpa |
| 3   | Kanczendzonga | 8586              | 25 maja 1955(dts)         | George Band Joe Brown                                                                                          | 11 stycznia 1986(dts)   | Jerzy Kukuczka Krzysztof Wielicki |
| 4   | Lhotse        | 8516              | 18 maja 1956(dts)         | Fritz Luchsinger Ernst Reiss                                                                                   | 31 grudnia 1988(dts)    | Krzysztof Wielicki |
| 5   | Makalu        | 8463 lub 8485     | 15 maja 1955(dts)         | Lionel Terray Jean Couzy                                                                                       | 9 lutego 2009(dts)      | Denis Urubko Simone Moro |
| 6   | Czo Oju       | 8188 lub 8201     | 19 października 1954(dts) | Sepp Joechler Herbert Tichy Psan Dawa Lama                                                                     | 12 lutego 1985(dts)     | Maciej Berbeka Maciej Pawlikowski |
| 7   | Dhaulagiri    | 8167              | 13 maja 1960(dts)         | Kurt Diemberger Albin Schelbert Nawang Dorje Nima Dorje Peter Diener Ernst Forrer                              | 21 stycznia 1985(dts)   | Andrzej Czok Jerzy Kukuczka |
| 8   | Manaslu       | 8156              | 9 maja 1956(dts)          | Toshio Imanishi Gyalzen Norbu                                                                                  | 12 stycznia 1984(dts)   | Maciej Berbeka Ryszard Gajewski |
| 9   | Nanga Parbat  | 8126              | 3 lipca 1953(dts)         | Hermann Buhl                                                                                                   | 26 lutego 2016(dts)     | Muhammad Ali Alex Txikon Simone Moro |
| 10  | Annapurna I   | 8091              | 3 czerwca 1950(dts)       | Maurice Herzog Louis Lachenal                                                                                  | 3 lutego 1987(dts)      | Artur Hajzer Jerzy Kukuczka |
| 11  | Gaszerbrum I  | 8068 lub 8080     | 5 lipca 1958(dts)         | Andrew Kauffman Pete Schoening                                                                                 | 9 marca 2012(dts)       | Adam Bielecki Janusz Gołąb |
| 12  | Broad Peak    | 8047              | 9 czerwca 1957(dts)       | Hermann Buhl Kurt Diemberger Marcus Schmuck Fritz Wintersteller                                                | 5 marca 2013(dts)       | Maciej Berbeka Adam Bielecki Tomasz Kowalski Artur Małek |
| 13  | Gaszerbrum II | 8035              | 7 lipca 1956(dts)         | Joseph Larch Fritz Moravec Hans Willenpart                                                                     | 2 lutego 2011(dts)      | Denis Urubko Simone Moro Cory Richards |
| 14  | Sziszapangma  | 8013              | 2 maja 1964(dts)          | Xu Jing Zhang Junyan Wang Fuzhou Wu Zongyue Chen Shan Sodnam Dorje Cheng Tianliang Migmar Zhaxi Dorje Yun Deng | 14 stycznia 2005(dts)   | Piotr Morawski Simone Moro |

## Pierwsze wejścia kobiet
| Lp. | Nazwa         | Pierwsze wejście     | Pierwsze zdobywczynie                   | Pierwsze wejście zimowe | Pierwsze zdobywczynie zimą |
| --- | ------------- | -------------------- | --------------------------------------- | ----------------------- | -------------------------- |
| 1   | Mount Everest | 16 maja 1975         | Junko Tabei                             |                         |                            |
| 2   | K2            | 23 czerwca 1986      | Wanda Rutkiewicz Liliane Barrard        |                         |                            |
| 3   | Kanczendzonga | 18 maja 1998         | Ginette Harrison                        |                         |                            |
| 4   | Lhotse        | 10 maja 1996         | Chantal Mauduit                         |                         |                            |
| 5   | Makalu        | 18 maja 1990         | Kitty Calhoun-Grissom                   |                         |                            |
| 6   | Czo Oju       | 13 maja 1984         | Věra Komárková Dina Stěrbova            | 10 lutego 1993          | Marianne Chapuisat         |
| 7   | Dhaulagiri    | 6 maja 1982          | Lutgaarde Vivijs                        |                         |                            |
| 8   | Manaslu       | 4 maja 1974          | Mieko Mori Naoko Nakaseko Masako Uchida |                         |                            |
| 9   | Nanga Parbat  | 27 czerwca 1984      | Liliane Barrard                         | 25 stycznia 2018        | Élisabeth Revol            |
| 10  | Annapurna I   | 15 października 1978 | Věra Komárková Irene Miller             |                         |                            |
| 11  | Gaszerbrum I  | 27 lipca 1982        | Marie-José Valençot                     |                         |                            |
| 12  | Broad Peak    | 30 czerwca 1983      | Krystyna Palmowska                      |                         |                            |
| 13  | Gaszerbrum II | 12 sierpnia 1975     | Halina Krüger-Syrokomska Anna Okopińska |                         |                            |
| 14  | Sziszapangma  | 30 kwietnia 1981     | Junko Tabei                             |                         |                            |

## Zdobywcy wszystkich głównych ośmiotysięczników
Źródło: Zestawienie na 8000ers.com. [dostęp 2023-07-01].
| Lp.   | Imię i nazwisko                       | Okres                         | Kraj                          | Uwagi |
| ----- | ------------------------------------- | ----------------------------- | ----------------------------- | --- |
| 1     | Reinhold Messner                      | 1970–1986                     | Włochy                        | 6 nowych dróg, wszystkie wejścia bez użycia butli tlenowych, 2 samotnie |
| 2     | Jerzy Kukuczka                        | 1979–1987                     | Polska                        | 11 nowych dróg, 4 zimowe, 1 ze wspomaganiem tlenem z butli, 1 samotnie |
| 3     | Erhard Loretan                        | 1982–1995                     | Szwajcaria                    | 2 nowe drogi, 1 zimowe, wszystkie wejścia bez użycia butli tlenowych |
| 4     | Carlos Carsolio                       | 1985–1996                     | Meksyk                        | 3 nowe drogi, 1 z tlenem |
| 5     | Krzysztof Wielicki                    | 1980–1996                     | Polska                        | 2 nowe drogi, 3 zimowe, 1 z tlenem, 6 samotnie |
| 6     | Juanito Oiarzabal                     | 1985–1999                     | Hiszpania                     | 1 nowa droga; za pierwszym razem Mount Everest zdobył z dodatkowym tlenem (1993), za drugim bez (2001)                                                                                 |
| 7     | Sergio Martini                        | 1983–2000                     | Włochy                        | 2 z tlenem |
| 8     | Park Young-seok                       | 1993–2001                     | Korea Południowa              | 1 zimowe, 5 z tlenem |
| 9     | Um Hong-gil                           | 1988–2001                     | Korea Południowa              | 3 z tlenem |
| 10    | Alberto Iñurrategi                    | 1991–2002                     | Hiszpania                     | 1 nowa droga, 1 zimowe, wszystkie wejścia bez użycia butli tlenowych |
| 11    | Han Wang-yong                         | 1994–2003                     | Korea Południowa              | 3 z tlenem |
| 12    | Ed Viesturs                           | 1989–2005                     | Stany Zjednoczone             | wszystkie wejścia bez użycia butli tlenowych |
| 13    | Silvio Mondinelli                     | 1993–2007                     | Włochy                        | wszystkie wejścia bez użycia butli tlenowych |
| 14    | Iván Vallejo                          | 1997–2008                     | Ekwador                       | wszystkie wejścia bez użycia butli tlenowych |
| 15    | Denis Urubko                          | 2000–2009                     | Kazachstan                    | 3 nowe drogi, 1 zimowe, wszystkie wejścia bez użycia butli tlenowych |
| 16    | Ralf Dujmovits                        | 1990–2009                     | Niemcy                        | 1 z tlenem |
| 17    | Veikka Gustafsson                     | 1993–2009                     | Finlandia                     | wszystkie wejścia bez użycia butli tlenowych |
| 18    | Andrew Lock                           | 1993–2009                     | Australia                     | 1 z tlenem |
| 19    | João Garcia                           | 1993–2010                     | Portugalia                    | 1 nowa droga, wszystkie wejścia bez użycia butli tlenowych |
| 20    | Piotr Pustelnik                       | 1990–2010                     | Polska                        | 1 samotne, 1 nowa droga, 7 z tlenem |
| 21    | Edurne Pasaban                        | 2001–2010                     | Hiszpania                     | pierwsza kobieta, 2 z tlenem |
| 22    | Abele Blanc                           | 1992–2011                     | Włochy                        | 1 z tlenem; za pierwszym razem Mount Everest zdobył z dodatkowym tlenem (1992), za drugim bez (2010)                                                                                   |
| 23    | Mingma Sherpa                         | 2000–2011                     | Nepal                         | 5 z tlenem |
| 24    | Gerlinde Kaltenbrunner                | 1998–2011                     | Austria                       | druga kobieta, pierwsza kobieta bez użycia butli tlenowych |
| 25    | Vasilij Pivcov                        | 2001–2011                     | Kazachstan                    | 1 z tlenem; ostatni szczyt (K2) wspólnie z Żumajewem |
| 25    | Maksut Żumajew                        | 2001–2011                     | Kazachstan                    | bez użycia butli tlenowych; ostatni szczyt (K2) wspólnie z Piwcowem |
| 27    | Kim Jae-soo                           | 1990–2011                     | Korea Południowa              | 5 z tlenem |
| 28    | Mario Luciano Panzeri                 | 1988–2012                     | Włochy                        | wszystkie wejścia bez użycia butli tlenowych |
| 29    | Hirotaka Takeuchi                     | 1995–2012                     | Japonia                       | 3 z tlenem |
| 30    | Chhang Dawa Sherpa                    | 2001–2013                     | Nepal                         | |
| 31    | Kim Chang-ho                          | 2005–2013                     | Korea Południowa              | wszystkie wejścia bez użycia butli tlenowych |
| 32    | Jorge Egocheaga                       | 2002–2014                     | Hiszpania                     | |
| 33    | Radek Jaroš                           | 1998–2014                     | Czechy                        | |
| 34-35 | Nives Meroi                           | 1998–2017                     | Włochy                        | wszystkie wejścia bez wspomagania tlenem z mężem Romano Benet |
| 34-35 | Romano Benet                          | 1998–2017                     | Włochy                        | wszystkie wejścia bez wspomagania tlenem z żoną Nives Meroi |
| 36    | Peter Hámor                           | 1998–2017                     | Słowacja                      | |
| 37    | Azim Gheychisaz                       | 2008–2017                     | Iran                          | Kontrowersja – nie wszyscy uznają zdobycie przez niego Manaslu |
| 38    | Ferran Latorre                        | 1999–2017                     | Hiszpania                     | |
| 39    | Òscar Cadiach                         | 1984–2017                     | Hiszpania                     | wszystkie wejścia bez użycia butli tlenowych |
| 40    | Kim Mi-gon                            | 2000–2018                     | Korea Południowa              | |
| 41    | Sanu Sherpa                           | 2006–2019                     | Nepal                         | |
| 42    | Nirmal Purja                          | 2014–2019                     | Wielka Brytania               | Pierwszy ośmiotysięcznik Dhaulagiri zdobył w 2014 roku. W 2019 roku wszedł na szczyty wszystkich 14 ośmiotysięczników z użyciem butli tlenowych w rekordowym czasie 189 dni            |
| 43    | Mingma Gyabu Sherpa                   | 2010–2019                     | Nepal                         | |
| 44    | Kim Hong-bin                          | 2006–2021                     | Korea Południowa              | Jako pierwszy niepełnosprawny zdobył wszystkie 14 ośmiotysięczników. Zmarł podczas zejścia ze szczytu Broad Peak’u, który zdobył jako swój ostatni ośmiotysięcznik 18 lipca 2021 roku. |
| 45    | Nima Gyalzen Sherpa                   | 2004–2022                     | Nepal                         | |
| 46    | Dong Hong Juan                        | 2015–2023                     | Chiny                         | |
| 47    | Kristin Harila                        | 2022–2023                     | Norwegia                      | 27 lipca 2023 himalaistka Kristin Harila z Norwegii oraz jej przewodnik Tenjen Lama Sherpa z Nepalu wspięli się na K2 i tym samym w 92 dni zdobyli 14 najwyższych szczytów świata.     |
| 48    | Sophie Lavaud                         | 2012–2023                     | Szwajcaria · Francja · Kanada | |
| 49    | Tunç Fındık                           | 2001–2023                     | Turcja                        | |
| 50    | Tenjen Lama Sherpa                    | 2016–2023                     | Nepal                         | 27 lipca 2023 himalaistka Kristin Harila z Norwegii oraz jej przewodnik Tenjen Lama Sherpa z Nepalu wspięli się na K2 i tym samym w 92 dni zdobyli 14 najwyższych szczytów świata.     |
| 51    | Gelje Sherpa                          | 2017–2023                     | Nepal                         | |
| 52    | Chris Warner                          | 1999–2023                     | Stany Zjednoczone             | |
| 53    | Marco Camandona                       | 2000-2024                     | Włochy                        | |
| 54–58 | Mingma Gyalje Sherpa                  | 2007–4 października 2024      | Nepal                         | |
| 54–58 | Tracee Metcalfe                       | 2016-4 października 2024      | Stany Zjednoczone             | Jako pierwsza Amerykanka zdobyła szczyty wszystkich ośmiotysięczników |
| 54–58 | Sirbaz Khan                           | 2017–4 października 2024      | Pakistan                      | |
| 54–58 | Naoki Ishikawa również Naoki Ishikawa | 2011–4 października 2024      | Japonia                       | |
| 54–58 | Dawa Gyalje Sherpa                    | ?–4 października 2024         | Nepal                         | |
| 59    | Tejan Gurung                          | 2022-9 października 2024 5:00 | Nepal Wielka Brytania         | |
| 60    | Dawa Yangzum Sherpa                   | 2022-9 października 2024 5:30 | Nepal                         | Jako pierwsza Nepalka zdobyła szczyty wszystkich ośmiotysięczników |
| 61–72 | Dorota Rasińska-Samoćko               | 2021-9 października 2024 6:00 | Polska                        | Jako pierwsza Polka zdobyła szczyty wszystkich ośmiotysięczników |
| 61–72 | Nima Rinji Sherpa                     | ?-9 października 2024 6:00    | Nepal                         | Od 2024 najmłodzy zdobywca wszystkich ośmiotysięczników |
| 61–72 | Shehroze Kashif                       | ?-9 października 2024 6:00    | Pakistan                      | |
| 61–72 | Naoko Watanabe                        | ?-9 października 2024 6:00    | Japonia                       | |
| 61–72 | Alina Pekova                          | ?-9 października 2024 6:00    | Rosja                         | |
| 61–72 | Adriana Brownlee Pinon                | ?-9 października 2024 6:00    | Wielka Brytania               | |
| 61–72 | Alasdair Scott McKenzie               | ?-9 października 2024 6:00    | Francja                       | |
| 61–72 | Ko-Erh Tseng                          | ?-9 października 2024 6:00    | Tajwan                        | |
| 61–72 | Adrian Laza                           | ?-9 października 2024 6:00    | Rumunia                       | |
| 61–72 | Mario Vielmo                          | ?-9 października 2024 6:00    | Włochy                        | |
| 61–72 | Pasang Nurbu Sherpa                   | ?-9 października 2024 6:00    | Nepal                         | |
| 61–72 | Mingtemba Sherpa                      | ?-9 października 2024 6:00    | Nepal                         | |
| 73-74 | He Jing                               | ?-9 października 2024         | Chiny                         | |
| 73-74 | Mingma Tenzing Sherpa                 | ?-9 października 2024         | Nepal                         | |

W latach 1997–2010 Koreanka Oh Eun-sun zdobyła rzekomo wszystkie ośmiotysięczniki, jednak w grudniu 2010 roku wykazano, że wejście na Kanczendzongę w 2009 nie miało miejsca. Tym sposobem pierwszą kobietą (a 21. osobą) z Koroną Himalajów i Karakorum została Edurne Pasaban, zdobywając Sziszapangmę 17 maja 2010.

### Polska Korona Himalajów i Karakorum kobiet

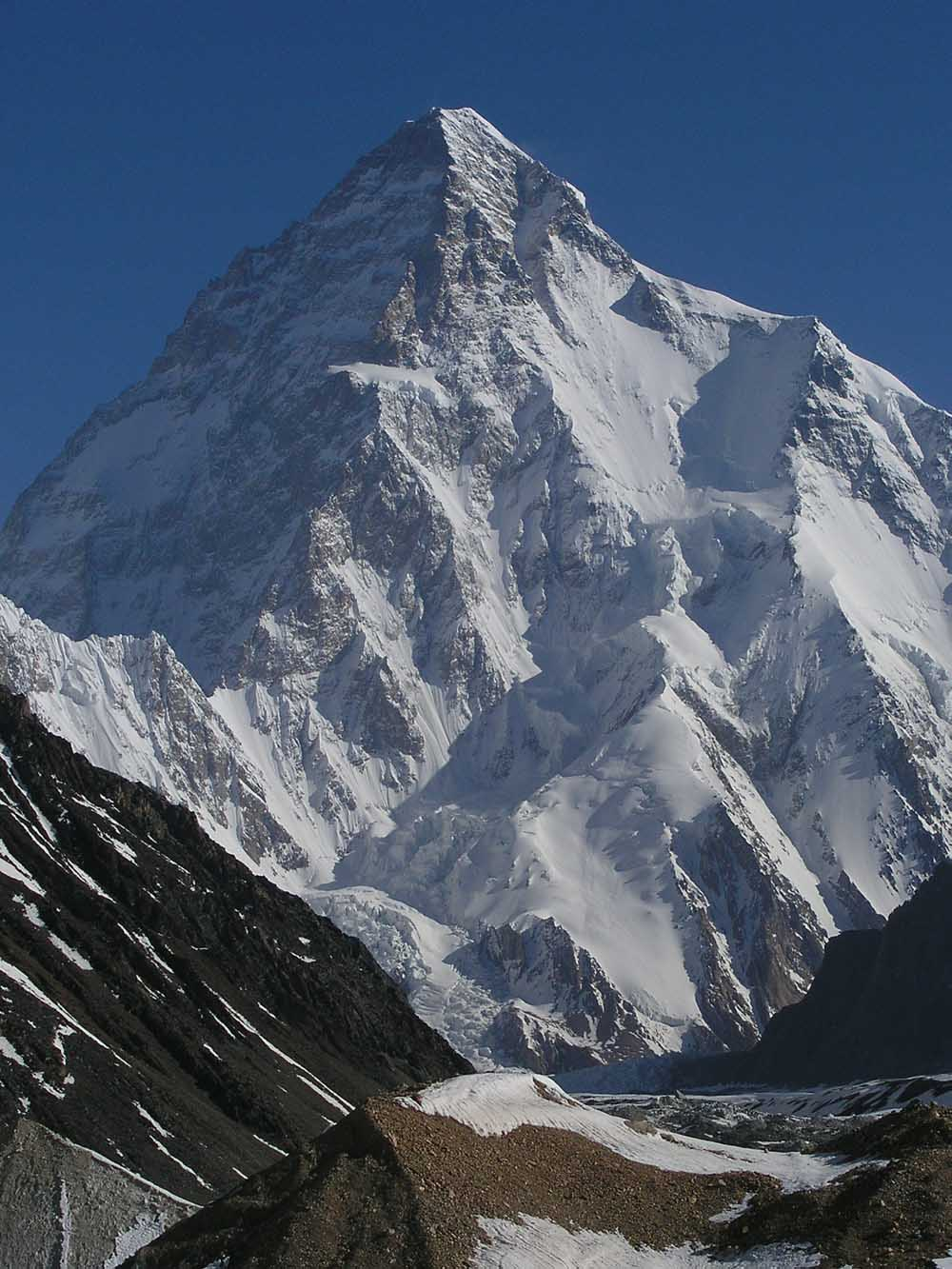
K2 (drugi co do wysokości szczyt)

18 maja 2009, po wejściu Kingi Baranowskiej na Kanczendzongę, Polska została pierwszym krajem, którego przedstawicielki zdobyły wszystkie czternaście ośmiotysięczników.
| Lp. | Nazwa         | Imię i nazwisko                                     | Data zdobycia |
| --- | ------------- | --------------------------------------------------- | ------------- |
| 1.  | Gaszerbrum II | Halina Krüger-Syrokomska Anna Okopińska             | 12.08.1975    |
| 2.  | Mount Everest | Wanda Rutkiewicz                                    | 16.10.1978    |
| 3.  | Broad Peak    | Krystyna Palmowska                                  | 30.06.1983    |
| 4.  | Nanga Parbat  | Anna Czerwińska Krystyna Palmowska Wanda Rutkiewicz | 15.07.1985    |
| 5.  | K2            | Wanda Rutkiewicz                                    | 23.06.1986    |
| 6.  | Sziszapangma  | Wanda Rutkiewicz                                    | 18.09.1987    |
| 7.  | Gaszerbrum I  | Ewa Panejko-Pankiewicz Wanda Rutkiewicz             | 16.07.1990    |
| 8.  | Czo Oju       | Wanda Rutkiewicz                                    | 26.09.1991    |
| 9.  | Annapurna I   | Wanda Rutkiewicz                                    | 22.10.1991    |
| 10. | Lhotse        | Anna Czerwińska                                     | 21.05.2001    |
| 11. | Makalu        | Anna Czerwińska                                     | 25.05.2006    |
| 12. | Dhaulagiri I  | Kinga Baranowska                                    | 01.05.2008    |
| 13. | Manaslu       | Kinga Baranowska                                    | 05.10.2008    |
| 14. | Kanczendzonga | Kinga Baranowska                                    | 18.05.2009    |